# 광무 (기업)
광무(Kwangmu Co., Ltd.)는 대한민국의 2차 전지 소재 기업이다. 본사는 서울특별시 서초구 남부순환로 2634-27에 위치해 있으며 대표이사는 김병삼이다.

## 역사
1972년 케이디씨상사로 설립되었다. 1996년에 코스닥시장 상장 1호로 상장하였다.

## 사업
2021년 2차전지사업부를 꾸리고 정밀 화학 소재 전문 기업인 이피캠텍에 지분 투자를 하였다

## 같이 보기
- 중앙첨단소재
- 상지건설
- 이피캠텍

## 참고문헌
1. ↑  광무, 제천 공장 증축 완료…사업 확장 현실화, 딜사이트, 2024년 3월 11일
2. ↑  광무, 2차 전지 사업에 속도, 딜사이트, 2024년 2월 27일